# Pilar Díaz i Romero
Pilar Díaz i Romero (castellà: Pilar Díaz Romero)  (Barcelona, 29 de novembre de 1967) és una política espanyola del Partit dels Socialistes de Catalunya (PSC) i doctora enginyera en telecomunicacions. Actualment és Delegada del Govern de la Generalitat a Barcelona des del 3 de setembre de 2024. Anteriorment va ser alcaldessa d’Esplugues de Llobregat durant més de 18 anys (2006-2024).

## Formació acadèmica i carrera professional
Pilar Díaz és enginyera superior de telecomunicacions (1990) i doctora enginyera en telecomunicacions (1994) per la Universitat Politècnica de Catalunya (UPC). Durant la seva carrera acadèmica, va ser professora associada al Departament de Teoria del Senyal i Comunicacions de la UPC entre 1991 i 1995, i des de 1995 ocupa el càrrec de professora titular a la mateixa universitat.
La seva trajectòria investigadora li va valer el premi Ericsson a la Millor Tesi Doctoral en Comunicacions Mòbils. A més, ha publicat diversos articles sobre urbanisme i memòria democràtica en mitjans com El Periódico de Catalunya. Entre les seves publicacions destaquen:
- Esplugues és 'Úniques'[2]
- Esplugues-Porta Diagonal: el Fènix de l'urbanisme a la regió metropolitana[3]
- Una democràcia es defensa amb la memòria[4][5]

## Trajectòria política
Pilar Díaz milita al Partit dels Socialistes de Catalunya (PSC) des de 1983. Ha format part de les comissions executives de les Federacions de l'Hospitalet de Llobregat i Barcelona, així com de l’Agrupació local d’Esplugues de Llobregat. Actualment és membre de la Comissió Executiva Nacional del PSC, on ocupa la Secretaria d’Universitats i Transició Digital.
El 2003 va ser escollida Primera Tinenta d’Alcalde de l’Ajuntament d’Esplugues de Llobregat, on va exercir com a portaveu del grup municipal del PSC i va assumir competències en Serveis Econòmics, Dona i Pla Estratègic. El 12 de juny de 2006 es va convertir en alcaldessa d’Esplugues de Llobregat, succeint Lorenzo Palacín, també del PSC. Va ser reelegida en diverses legislatures fins que va renunciar al càrrec el 2 d’octubre de 2024 per assumir la Delegació del Govern de la Generalitat a Barcelona.
Entre 1999 i 2006 va ser diputada al Parlament de Catalunya durant les legislatures VI i VII. Des de 2011 fins a 2024, va ser diputada a la Diputació de Barcelona, on va ocupar el càrrec de presidenta delegada de l’àrea de serveis generals i transició digital. També va desenvolupar funcions importants com a presidenta del Consorci LOCALRET (2023-2024), vicepresidenta executiva de l'Institut d’Estudis Regionals i Metropolitans (IERMB) i vicepresidenta de la Comissió de Modernització i Qualitat de la Federació Espanyola de Municipis i Províncies (2007-2011).

## Delegada del Govern a Barcelona
El 3 de setembre de 2024, Pilar Díaz va ser nomenada Delegada del Govern de la Generalitat a Barcelona amb Salvador Illa. En aquest rol, té la responsabilitat de coordinar l’acció del govern a la regió metropolitana, especialment en àrees clau com la transició digital i els serveis públics.

## Vida personal
Pilar Díaz està casada i té dos fills.